# Kerkhof van Klaarmares

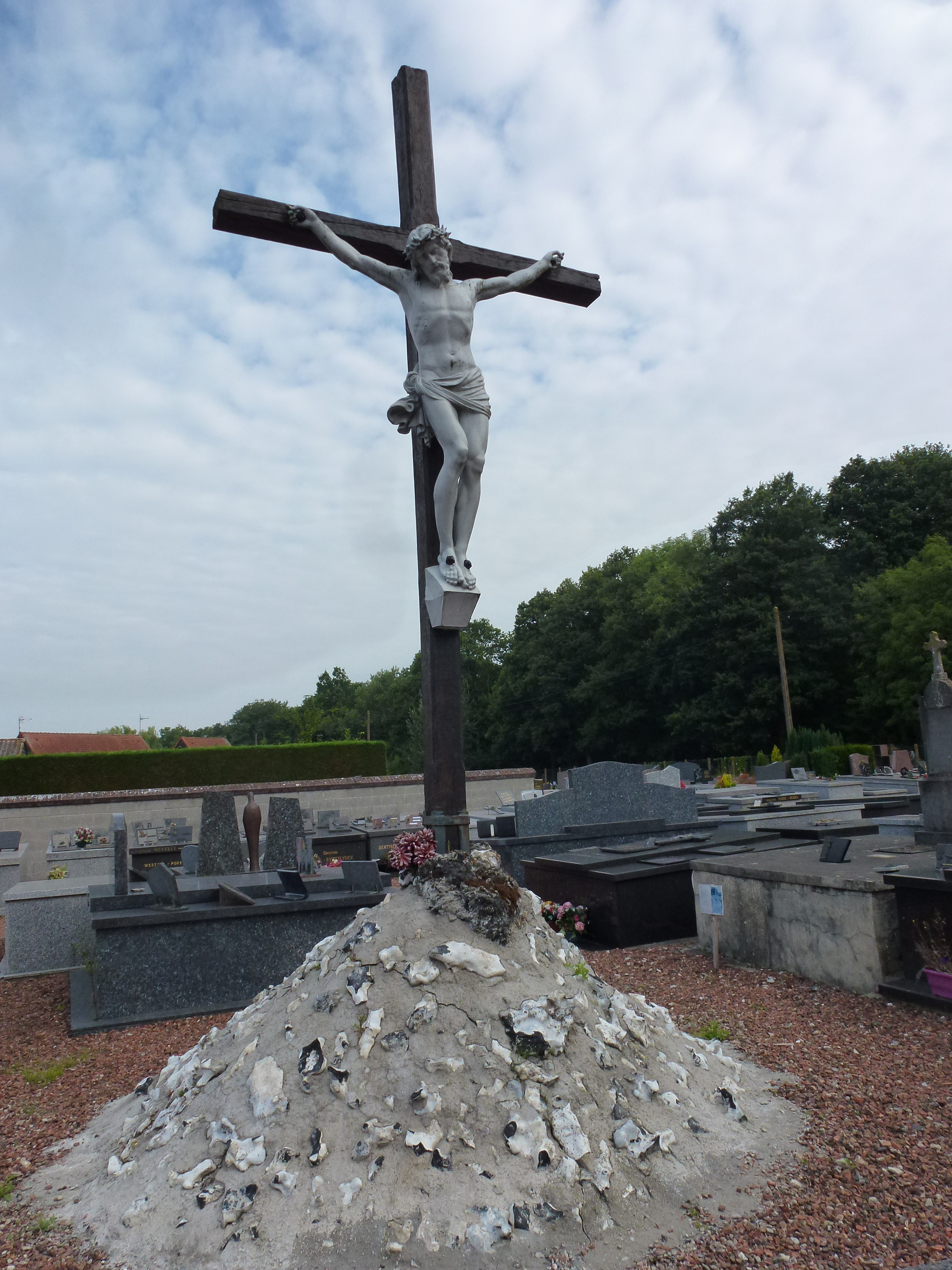
Calvarie op het kerkhof

Het Kerkhof van Klaarmares is een gemeentelijke begraafplaats in de gemeente Klaarmares (Clairmarais) in het Franse departement Pas-de-Calais. Het kerkhof bevindt zich in het dorpscentrum, naast de Église Saint-Bernard.

## Britse oorlogsgraven
Op het kerkhof bevinden zich twee Britse oorlogsgraven uit de Tweede Wereldoorlog. Slechts een van beide graven is geïdentificeerd. De graven worden onderhouden door de Commonwealth War Graves Commission. In de CWGC-registers is de begraafplaats opgenomen als Clairmarais Churchyard.